# 惡魔城 闇影主宰-命運之鏡
《惡魔城 闇影主宰-命運之鏡》是一款由西班牙Mercury Steam工作室开发并由科乐美发行在任天堂3DS平台上的恶魔城系列游戏。该作品是2010年游戏《惡魔城：闇影主宰》的续作，并且本作是系列首次登陆到任天堂3DS平台，是一款介於2D和2.5D，偶然會出現全3D場景的作品。本作经过一次延期后终于在2013年3月8日在欧美地区发售、3月20日在日本发售；本作也同时推出eShop数字下载版。
2013年8月19日，官方通过Facebook帐号宣布本作的高清版本：《Castlevania: Lords of Shadow - Mirror of Fate HD》 将于2013年10月29日起登陆Xbox 360和PlayStation 3平台，将以数字下载的形式在Xbox Live和PlayStation Network上发售。在2014年3月时，科乐美再次宣布本作的高清版将在“本月晚些时候”通过Steam网络商店独家向Windows平台发行。
《惡魔城 闇影主宰-命運之鏡》的剧情接由前作《惡魔城：闇影主宰》，发生在《闇影主宰》的25年之后。

## 开发
《惡魔城 闇影主宰-命運之鏡》在2012年E3游戏展上的任天堂3DS游戏发布会上正式公布的。